# Coppa Italia Serie C
La Coppa Italia Serie C es una competición de fútbol a nivel de clubes en Italia en la que juegan los equipos participantes de la Serie C, la tercera división italiana.

## Sistema de competición
Primera ronda: participan los 56 equipos que no participaron en la gran Copa de Italia. Se juegan 28 partidos de ida. Los equipos ganadores pasan a la segunda ronda.
Segunda ronda: participan 32 equipos: los 28 ganadores de la primera ronda y los 4 clubes admitidos a la gran Copa de Italia. Los equipos ganadores avanzan a los octavos de final.
Octavos de final: participan los 16 equipos ganadores de la segunda ronda de clasificación. Los ganadores avanzan a los cuartos de final.
Cuartos de final: participan los 8 ganadores de octavos de final. A partir de esta ronda los emparejamientos se determinan mediante sorteo completo. Los ganadores avanzan a las semifinales.
Semifinales y final: se juegan en régimen de eliminación directa, con partidos de ida y vuelta. El sorteo determinará el orden de los campos, también para la final entre los dos ganadores de las semifinales.

## Historial
| Coppa Italia Serie C  | Coppa Italia Serie C   | Coppa Italia Serie C |
| Temporada             | Campeón                | Subcampeón           |
| --------------------- | ---------------------- | -------------------- |
| 1972-73               | U. S. Alessandria      | U. S. Avellino       |
| 1973-74               | A. C. Monza            | U. S. Lecce          |
| 1974-75               | A. C. Monza            | Sorrento             |
| 1975-76               | U. S. Lecce            | A. C. Monza          |
| 1976-77               | Lecco                  | Sangiovannese        |
| 1977-78               | Udinese                | Reggina              |
| 1978-79               | Siracusa               | A.S.D. La Biellese   |
| 1979-80               | Padova                 | U. S. Salernitana    |
| 1980-81               | Arezzo                 | Ternana              |
| 1981-82               | L.R. Vicenza           | Campobasso F. C.     |
| 1982-83               | Carrarese              | Alma Juventus Fano   |
| 1983-84               | A. S. D. Fanfulla      | A. C. Ancona         |
| 1984-85               | Casarano               | Carrarese            |
| 1985-86               | Virtus CiseranoBergamo | Jesina               |
| 1986-87               | U. S. Livorno          | A. S. D. Puteolana   |
| 1987-88               | A. C. Monza            | Palermo F. C.        |
| 1988-89               | Cagliari               | S.P.A.L.             |
| 1989-90               | Lucchese               | Palermo F. C.        |
| 1990-91               | A. C. Monza            | Palermo F. C.        |
| 1991-92               | U. S. Sambenedettese   | A. C. Robur Siena    |
| 1992-93               | Palermo F. C.          | Como                 |
| 1993-94               | U. S. Triestina        | A. C. Perugia        |
| 1994-95               | Varese                 | F. C. Forlì          |
| 1995-96               | Empoli F. C.           | A. C. Monza          |
| 1996-97               | Como                   | A. S. G. Nocerina    |
| 1997-98               | Virtus CiseranoBergamo | A. C. Cesena         |
| 1998-99               | S.P.A.L.               | A. S. D Gualdo       |
| 1999-2000             | Pisa S. C.             | U. S. Avellino       |
| 2000-01               | A. C. Prato            | F. C. Lumezzane      |
| 2001-02               | AlbinoLeffe            | U. S. Livorno        |
| 2002-03               | Brindis F. C.          | Aurora Pro Patria    |
| 2003-04               | A. C. Cesena           | Aurora Pro Patria    |
| 2004-05               | Spezia                 | Frosisone            |
| 2005-06               | Gallipoli              | Sanremese            |
| 2006-07               | Foggia                 | A. C. Cuneo          |
| 2007-08               | Bassano Virtus         | Benevento            |
| Coppa Italia Lega Pro |                        |                      |
| Temporada             | Campeón                | Subcampeón           |
| 2008-09               | Sorrento               | U. S. Cremonese      |
| 2009-10               | F. C. Lumezzane        | Cosenza              |
| 2010-11               | Juve Stabia            | A.C. Carpi           |
| 2011-12               | Spezia                 | Pisa S. C.           |
| 2012-13               | Latina                 | Viareggio            |
| 2013-14               | U. S. Salernitana      | A. C. Monza          |
| 2014-15               | Cosenza                | Como                 |
| 2015-16               | Foggia                 | A. S. Cittadella     |
| 2016-17               | Venezia F. C.          | F. C. Matera         |
| Coppa Italia Serie C  |                        |                      |
| Temporada             | Campeón                | Subcampeón           |
| 2017-18               | U. S. Alessandria      | A. S. Viterbese      |
| 2018-19               | A. S. Viterbese        | A. C. Monza          |
| 2019-20               | Juventus Next Gen      | Ternana              |
| 2020-21               | Cancelado              | Cancelado            |
| 2021-22               | Padova                 | FC Südtirol          |
| 2022-23               | L.R. Vicenza           | Juventus Next Gen    |
| 2023-24               | Catania                | Padova               |